# Mad Dog McCree
Mad Dog McCree es el primer juego de acción real en Laserdisc publicado por American Laser Games. Apareció originalmente como máquina recreativa en 1990. Llamó considerablemente la atención por su apariencia de video real, guardando similitudes con películas western de Hollywood de la época.

## Argumento
El jugador asume el papel en primera persona de "el forastero", una persona sin nombre que llega a un pueblo pequeño, pacífico y sin nombre, y descubre que la hija del alcalde ha sido secuestrada por una banda de forajidos que trabajan para un villano llamado Mad Dog McCree. Un viejo le habla rápidamente sobre la mencionada chica, y le da la posibilidad de ir a practicar puntería con botellas en una valla o lanzadas al aire para que las dispare. Después de eso, le pone al día de la situación, contándole que "Mad Dog McCree y su banda se han hecho con el pueblo" y que el alcalde y su hija son prisioneros en su escondrijo, mientras el sheriff ha sido encerrado en su propia celda. Es en este punto que aparece el primer enemigo intentando disparar al viejo. Como todos los otros, hay que dispararle antes de que nos mate, perdiendo una de las tres vidas que tenemos.
Mad Dog McCree sentó las bases para la mayoría de los posteriores lanzamientos de American Laser Games, haciendo que la acción avanzara mientras el jugador disparaba a los villanos. Asimismo, se tomaban decisiones sobre el camino a seguir, modificándose así los nudos de la historia. La acción lleva al forastero a través de varios escenarios, incluyendo un salón, donde un hombre llamado One-Eyed Jack tiene la llave de la prisión donde está el sheriff, un banco en mitad de un robo, un corral y una cárcel. Además hay que encontrar un mapa, escondido en una mina, que dirige al escondrijo de Mad Dog, alcanzarlo siguiendo correctamente las señales, liberar al alcalde y su hija, y enfrentarse a Mad Dog en un duelo final, todo mientras se va eliminando a los miembros de la banda enemiga.

## Sistema de juego
El juego es el primero de varios que usan el mismo sistema sencillo, en el que prácticamente todas las posibles acciones se hacen usando el revólver del jugador, controlado con un ratón o una pistola de luz en la versión Windows. La pistola es útil para eliminar villanos, elegir caminos, seleccionar localizaciones, recargar y disparar calaveras y escupideras para conseguir balas adicionales de forma temporal. Desde el principio hay disponibles tres niveles de dificultad.
La parte principal del juego está intercalada con varios duelos diferentes con villanos aleatorios, en los que el forastero empieza sin munición y debe recargar rápidamente y disparar en el momento justo, para matar al enemigo antes. En las partes que no son duelos, se puede recargar ilimitadamente, y en cualquier punto del juego. Disparar a un inocente o ser disparado por un pistolero resulta en la pérdida de una vida de las tres, y muestra un video de un viejo enterrador comentando las acciones del jugador.
La versión recreativa del juego apareció con cuatro configuraciones de hardware diferentes, utilizando un reproductor Laserdisc. Las versiones domésticas aparecieron para Mega CD, CD-i, 3DO y PC (tanto para MS-DOS como para Windows). Mad Dog McCree fue el primero en una serie de lanzamientos de American Laser Games remasterizado por Digital Leisure con video y sonido mejorados en 2001 para DVD, jugable con el mando estándar del DVD.
En 2009, se publicó en Wii como parte del Mad Dog McCree Gunslinger Pack, incluidos en esta colección estaban también su secuela Mad Dog II: The Lost Gold y The Last Bounty Hunter. En 2011 apareció para iOS. El 14 de junio de 2012 apareció en la Nintendo eShop para Nintendo 3DS. Sony reveló el 21 de enero de 2013 que el juego aparecería para PlayStation 3 al día siguiente. Esta versión incluía video remasterizado en 720p y una nueva interfaz.